# Aloe djiboutiensis

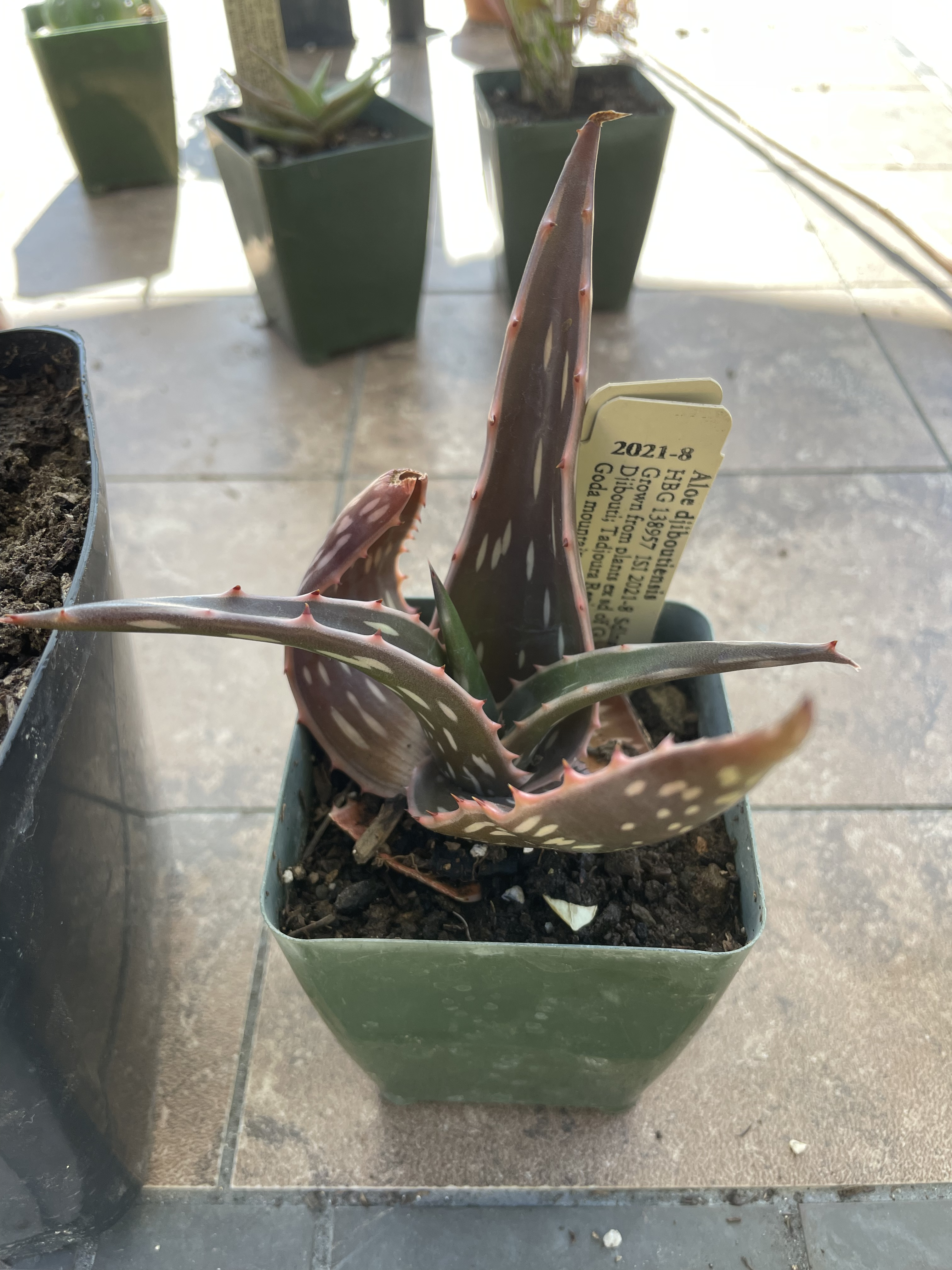

Aloe djiboutiensis é uma espécie de liliopsida do gênero Aloe, pertencente à família Asphodelaceae.